# Колібрі-інка рожевочеревий
Колі́брі-і́нка рожевочеревий (Coeligena helianthea) — вид серпокрильцеподібних птахів родини колібрієвих (Trochilidae). Мешкає в Колумбії і Венесуелі.

## Опис
Довжина птаха становить 12-13 см, самці важать 7,1-7,6 г, самиці 6-6,5 г. У самів номінативного підвиду голова чорна, лоб темно-зелений, за очима невеликі білі плямки. Верхня частина тіла темно-зелена зі смарагдово-зелений відтінком, нижня частина спини і надхвістя темно-сині з фіолетовим відтінком. Хвіст бронзово-чорний, роздвоєний. Горло райдужно-фіолетове, груди темно-сірі зі смарагдово-зеленим відтінком, решта нижньої частини тіла рожева. Дзьоб довгий, прямий, чорний.
У самиць голова, включно з лобом, сірувато-зелена, верхня частина тіла золотисто-зелена, надхвістя синьо-фіолетове. Забарвлення у них загалом менш яскраве, ніж у самців. горло і груди руді, груди поцятковані зеленими плямами. Живіт рожевий, нижні покривні пера хвоста блідо-рожеві. Хвіст темно-бронзово-чорний, менш роздвоєний. Забарвлення молодих птахів є подібне до забарвлення самиць. Забарвлення самців підвиду C. h. tamai є подібне до забарвлення самців номінативного підвиду, однак більш тьмяне, живіт і нижні покривні пера хвоста у них скоріше блакитнуваті, ніж рожеві. Самиці цього підвиду подібні до самиць номінативного підвиду.

## Підвиди
Виділяють три підвиди:
- C. h. helianthea (Lesson, RP, 1839) — гори Сьєрра-де-Періха на кордоні Колумбії і Венесуели і Східний хребет Колумбійських Анд (на південь до Боготи);
- C. h. tamai Berlioz & Phelps, WH, 1953 — гірський масив Тама[en] в штаті Тачира на заході Венесуели.

## Поширення і екологія
Рожевочереві колібрі-інки мешкають в Андах на території Колумбії і Венесуели. Вони живуть живуть у вологих гірських хмарних лісах і карликових лісах, у високогірних чагарникових заростях та в нижній частині високогірних луків парамо, трапляються в садах. Зустрічаються переважно на висоті від 1900 до 3300 м над рівнем моря.
Рожевочереві колібрі-інки живляться нектаром різноманітних квітучих рослин, зокрема Befaria, Bomarea, Elleanthus, Fuchsia, Macleania, Macrocarpea, Symbolanthus, Tropaeolum і Cavendishia cordifolia, переміщуючись за певним маршрутом, а також комахами, яких збирають з рослинності або ловлять в польоті. Сезон розмноження у них триває з травня по жовтень.